# Neosanfilippia zoiai
Neosanfilippia zoiai là một loài chân đều trong họ Scleropactidae. Loài này được Manicastri miêu tả khoa học năm 1991.